# NGC 3124
NGC 3124 est une vaste galaxie spirale barrée située dans la constellation de l'Hydre. NGC 3124 a été découverte par l'astronome britannique John Herschel en 1835.

## Caractéristiques
Sa vitesse par rapport au fond diffus cosmologique est de 3 911 ± 25 km/s, ce qui correspond à une distance de Hubble de 57,7 ± 4,1 Mpc (∼188 millions d'al).
La classe de luminosité de NGC 3124 est II-III et elle présente une large raie HI.
À ce jour, neuf mesures non basées sur le décalage vers le rouge (redshift) donnent une distance de 34,200 ± 9,062 Mpc (∼112 millions d'al), ce qui est à l'extérieur des valeurs de la distance de Hubble. Notons que c'est avec la valeur moyenne des mesures indépendantes, lorsqu'elles existent, que la base de données NASA/IPAC calcule le diamètre d'une galaxie et qu'en conséquence le diamètre de NGC 3124 pourrait être d'environ 63,8 kpc (∼208 000 al) si on utilisait la distance de Hubble pour le calculer.

## Morphologie
NGC 3124 a été utilisée par Gérard de Vaucouleurs comme une galaxie de type morphologique SB(r)bc sp dans son atlas des galaxies,.

## Groupe de NGC 3091
La galaxie NGC 3124 fait partie du groupe de NGC 3091. Outre NGC 3091 et NGC 3124, ce groupe compte au moins 4 autres galaxies : NGC 3052, PGC 28926, MCG -3-26-6 et ESO 566-19.